# Tingupa utahensis
Tingupa utahensis är en mångfotingart som beskrevs av Chamberlin 1910. Tingupa utahensis ingår i släktet Tingupa och familjen Tingupidae. Inga underarter finns listade i Catalogue of Life.